# ルイ3世 (西フランク王)
ルイ3世（フランス語：Louis III, ドイツ語ではルートヴィヒ3世Ludwig III., 863年 - 882年8月5日）は、西フランク王国（カロリング朝）の国王（在位：879年 - 882年）。ルイ2世（吃音王）と最初の妃アンスガルドの長男。

## 生涯
879年、父王ルイ2世の崩御をうけ、弟カルロマン2世とともに王位に即いた。何人かの貴族はルイ3世を単独の王とすべきだと主張したが、結局ルイ3世とカルロマン2世がともに王に選出された。その正当性に疑問も投げかけられたものの2人の即位は承認され、彼らは880年3月にアミアンで父の遺領を分割した。ルイ3世はネウストリアを相続した。
しかしプロヴァンス公ボソは2人に対する忠誠を拒否し、プロヴァンス王に選ばれた。880年の夏、ルイ3世とカルロマン2世はボソに対して兵を動かし、マコンとボソの領地の北部を奪った。さらに2人は8月から11月にかけて東フランク王カール3世とともにヴィエンヌを包囲したが、失敗した。
881年、ルイ3世はソクール＝アン＝ヴィムー（Saucourt-en-Vimeu）でノルマン人を破った。
ルイ3世は882年8月5日にサン＝ドニにおいて、狩猟中の事故が原因で崩御した。彼には嗣子がなく、カルロマン2世が単独の王となった。